# Velike Dole pri Temenici
Velike Dole pri Temenici so naselje v Občini Ivančna Gorica.